# ملاس

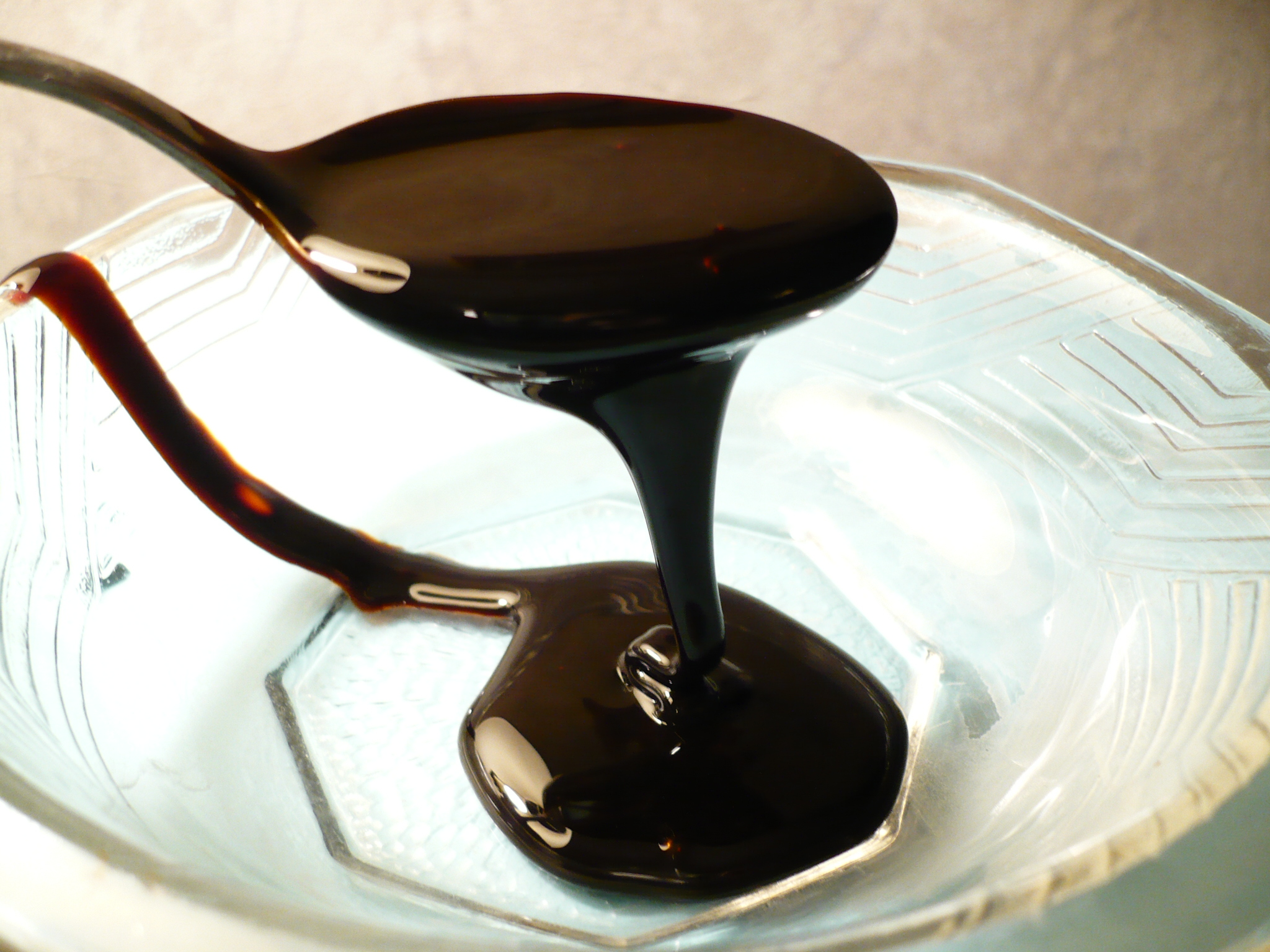
شیره نیشکر سیاه

شیره یا شیره قند، یا شیره نیشکر شیره‌ای غلیظ، تیره و چسبناک، و یک محصول جانبی در روند تهیه شکر از چغندر قند یا نیشکر است. کیفیت شیره نیشکر به رسیدگی نیشکر یا چغندر، مقدار شکر استخراجی، و روش استخراج بستگی دارد. در برخی نقاط دنیا ذرت خوشه‌ای شیرین را به عنوان شیره نیشکر می‌شناسند اما ذرت خوشه‌ای شیرین شیره نیشکر واقعی نیست.
در کارخانه‌های ایران از شیره نیشکر برای تهیه الکل، سرکه و علوفه استفاده می‌شود. شیره نیشکر کاربردهای زیادی در آشپزی، شیرینی‌پزی نیز دارد. 
بر خلاف شکر تصفیه شده، شیره نیشکر همچنین شامل برخی از ویتامین‌ها و مواد معدنی است.
مواد مغذی در ۴۰ گرم یا حدود دو قاشق غذاخوری شیره نیشکر عبارتند از:
ویتامین ب ۶: ۱۴ درصد از RDI.
کلسیم: ۸٪ از RDI.
پتاسیم: ۱۶ درصد از RDI.
مس: ۱۰٪ از RDI.
آهن: ۱۰٪ از RDI.
منیزیم: ۲۴٪ از RDI.
منگنز: ۳۰٪ از RDI.
سلنیوم: ۱۰٪ از RDI.
دو قاشق غذا خوری نیز حاوی حدود ۱۱۶ کالری، که همه از کربوهیدرات و عمدتاً شکر است.